# Tuvalu Order of Merit

Schleife des Ordens

Der Tuvalu Order of Merit ist eine Auszeichnung des Inselstaates Tuvalu. Sie wurde erst am 1. Oktober 2016 geschaffen, zum 38. Jahrestag der Unabhängigkeit Tuvalus; für die Auszeichnung sind 30.000 Tuvaluische Dollar im National-Haushalt 2017 vorgesehen.

## Verleihungen
Am 30. Oktober 2017 verlieh der Honorar-Generalkonsul von Tuvalu, Sir Iftikhar Ayaz, im Kensington Palace erstmals den Orden an Prinz William und Prinzessin Catherine. Diese Auszeichnung erfolgt aufgrund des königlichen Besuchs im Rahmen des Diamantenen Thronjubiläums von Elisabeth II.

## Träger

### Tuvalu Order of Merit
- Prince William, Prince of Wales – 30. Oktober 2017[2]
- Catherine, Princess of Wales – 30. Oktober 2017

### Medal of the Tuvalu Order of Merit
- Alastair Bruce of Crionaich – 19. Juli 2017